# Prisma Taranto Volley 2024-2025
Questa voce raccoglie le informazioni riguardanti la Prisma Taranto Volley nelle competizioni ufficiali della stagione 2024-2025.

## Stagione
Nella stagione 2024-25 la Prisma Taranto Volley assume la denominazione sponsorizzata di Gioiella Prisma Taranto.
Partecipa per la nona volta alla Superlega: chiude la regular season di campionato al dodicesimo e ultimo posto in classifica, retrocedendo così in Serie A2.

## Organigramma societario
Area direttiva
- Presidente: Antonio Bongiovanni
- Vicepresidente: Elisabetta Zelatore
- Segreteria generale: Stefano De Luca
- Direttore generale: Vito Primavera
- Consigliere: Raffaele Di Ponzio
- Responsabile hospitality: Vincenzo Franciosa
- Finanza: Mario Tagarelli
- Addetto arbitri: Antonio Calò
- Direttore sportivo: Mirko Corsano
- Dirigente accompagnatore: Antonio Ricciardi
- Court manager: Stefano De Luca

Area tecnica
- Allenatore: Dante Boninfante
- Allenatore in seconda: Samuele Papi
- Assistente allenatore: Danilo Paglialunga
- Scout man: Matteo Pastore
- Responsabile settore giovanile: Stefano De Luca

Area comunicazione
- Responsabile comunicazione: Linda Stevanato, Claudio Ingrosso
- Ufficio stampa: Linda Stevanato
- Fotografo: Walter Nobile, Roberto Muliere

Area sanitaria
- Medico: Vincenzo Tagliente
- Preparatore atletico: Pascal Sabato
- Fisioterapista: Aldo Portulano, Francesco Portulano
- Radiologo: Mario Ortino
- Osteopata: Giuliano D'Aprile
- Nutrizionista: Francesco Settembrini
- Neurologo: Michele Pezzulla
- Medico del pubblico: Giovanni Pisapia

## Rosa
| N° | Nome              | Ruolo | Data di nascita  | Nazionalità sportiva |
| -- | ----------------- | ----- | ---------------- | -------------------- |
| 1  | Andrea Santangelo | O     | 19 novembre 1994 | Italia               |
| 2  | Davide Luzzi      | L     | 5 marzo 2004     | Italia               |
| 3  | Tim Held          | S     | 17 aprile 1998   | Italia               |
| 4  | Aimone Alletti    | C     | 28 giugno 1988   | Italia               |
| 5  | Brodie Hofer      | S     | 27 aprile 2000   | Canada               |
| 6  | Marco Rizzo       | L     | 2 gennaio 1990   | Italia               |
| 7  | Wout D'Heer       | C     | 26 aprile 2001   | Belgio               |
| 8  | Cosimo Balestra   | C     | 30 novembre 2003 | Italia               |
| 9  | Fabrizio Gironi   | O     | 18 marzo 2000    | Italia               |
| 10 | Filippo Lanza     | S     | 3 marzo 1991     | Italia               |
| 11 | Roamy Alonso      | C     | 24 luglio 1997   | Cuba                 |
| 13 | Diogo Fevereiro   | P     | 15 luglio 2005   | Portogallo           |
| 14 | Jannis Hopt       | O     | 3 agosto 1996    | Germania             |
| 17 | Jan Zimmermann    | P     | 12 febbraio 1993 | Germania             |
| 27 | Luca Paglialunga  | S     | 2 marzo 2004     | Italia               |

## Mercato
| Acquisti                               | Acquisti          | Acquisti           | Acquisti   |
| R.                                     | Nome              | da                 | Modalità   |
| -------------------------------------- | ----------------- | ------------------ | ---------- |
| C                                      | Roamy Alonso      | You Energy         | definitivo |
| C                                      | Cosimo Balestra   | New Mater          | definitivo |
| C                                      | Wout D'Heer       | Trentino           | definitivo |
| P                                      | Diogo Fevereiro   | Benfica            | definitivo |
| S                                      | Fabrizio Gironi   | You Energy         | definitivo |
| S                                      | Tim Held          | Sir Safety Perugia | definitivo |
| S                                      | Brodie Hofer      | Czarni Radom       | definitivo |
| O                                      | Andrea Santangelo | Pineto             | definitivo |
| P                                      | Jan Zimmermann    | Galatasaray        | definitivo |
| Trasferimenti nel corso della stagione |                   |                    |            |
| O                                      | Jannis Hopt       | Eltmann            | definitivo |

| Cessioni                               | Cessioni          | Cessioni            | Cessioni   |
| R.                                     | Nome              | a                   | Modalità   |
| -------------------------------------- | ----------------- | ------------------- | ---------- |
| P                                      | Federico Bonacchi | Rinascita Lagonegro | definitivo |
| S                                      | Hampus Ekstrand   | Porto Robur Costa   | definitivo |
| C                                      | Jeffrey Jendryk   | Fenerbahçe          | definitivo |
| S                                      | Giacomo Raffaelli | Atlantide Brescia   | definitivo |
| O                                      | Kyle Russell      | Milōn               | definitivo |
| P                                      | Ángel Trinidad    | Guaguas             | definitivo |
| Trasferimenti nel corso della stagione |                   |                     |            |
| O                                      | Andrea Santangelo | Al-Ahly             | definitivo |

## Risultati

### Superlega

#### Girone di andata
| 1ª giornata - 29 settembre 2024 PalaMazzola, Taranto                      | Prisma Taranto | 3 - 0 | Powervolley Milano | 25-21, 25-20, 25-19               |
| 2ª giornata - 6 ottobre 2024 PalaTrento, Trento                           | Trentino       | 3 - 0 | Prisma Taranto     | 25-13, 25-18, 26-24               |
| 3ª giornata - 13 ottobre 2024 PalaMazzola, Taranto                        | Prisma Taranto | 1 - 3 | Padova             | 25-18, 25-27, 23-25, 18-25        |
| 4ª giornata - 19 ottobre 2024 PalaBanca, Piacenza                         | You Energy     | 3 - 1 | Prisma Taranto     | 29-31, 25-23, 25-21, 25-18        |
| 5ª giornata - 27 ottobre 2024 PalaMazzola, Taranto                        | Prisma Taranto | 3 - 1 | M&G                | 25-14, 23-25, 25-17, 29-27        |
| 6ª giornata - 3 novembre 2024 Arena di Monza, Monza                       | Milano         | 3 - 2 | Prisma Taranto     | 25-19, 25-21, 20-25, 21-25, 15-9  |
| 7ª giornata - 10 novembre 2024 PalaMazzola, Taranto                       | Prisma Taranto | 0 - 3 | Sir Safety Perugia | 18-25, 14-25, 29-31               |
| 8ª giornata - 16 novembre 2024 Palazzetto dello Sport, Cisterna di Latina | Cisterna       | 3 - 0 | Prisma Taranto     | 25-16, 26-24, 25-20               |
| 9ª giornata - 24 novembre 2024 PalaMazzola, Taranto                       | Prisma Taranto | 3 - 2 | Lube               | 19-25, 21-25, 31-29, 25-20, 15-11 |
| 10ª giornata - 1º dicembre 2024 PalaMazzola, Taranto                      | Prisma Taranto | 2 - 3 | Modena             | 25-21, 23-25, 26-24, 17-25, 8-15  |
| 11ª giornata - 6 dicembre 2024 PalaOlimpia, Verona                        | Verona         | 3 - 0 | Prisma Taranto     | 25-20, 25-22, 25-15               |

#### Girone di ritorno
| 12ª giornata - 15 dicembre 2024 Palalido, Milano                  | Powervolley Milano | 3 - 0 | Prisma Taranto | 25-21, 25-19, 25-21               |
| 13ª giornata - 22 dicembre 2024 PalaMazzola, Taranto              | Prisma Taranto     | 1 - 3 | Trentino       | 30-32, 25-19, 20-25, 15-25        |
| 14ª giornata - 26 dicembre 2024 PalaSanLazzaro, Padova            | Padova             | 3 - 1 | Prisma Taranto | 25-20, 25-21, 24-26, 25-19        |
| 15ª giornata - 5 gennaio 2025 PalaMazzola, Taranto                | Prisma Taranto     | 1 - 3 | You Energy     | 29-31, 25-21, 23-25, 22-25        |
| 16ª giornata - 12 gennaio 2025 Palasport, Porto San Giorgio       | M&G                | 3 - 2 | Prisma Taranto | 25-23, 25-22, 23-25, 20-25, 22-20 |
| 17ª giornata - 19 gennaio 2025 PalaMazzola, Taranto               | Prisma Taranto     | 3 - 2 | Milano         | 22-25, 25-20, 23-25, 27-25, 15-11 |
| 18ª giornata - 2 febbraio 2025 PalaEvangelisti, Perugia           | Sir Safety Perugia | 3 - 0 | Prisma Taranto | 25-13, 25-16, 25-22               |
| 19ª giornata - 9 febbraio 2025 PalaMazzola, Taranto               | Prisma Taranto     | 2 - 3 | Cisterna       | 25-23, 23-25, 23-25, 25-22, 11-15 |
| 20ª giornata - 16 febbraio 2025 PalaCivitanova, Civitanova Marche | Lube               | 3 - 1 | Prisma Taranto | 17-25, 25-11, 26-24, 25-22        |
| 21ª giornata - 23 febbraio 2025 PalaPanini, Modena                | Modena             | 3 - 1 | Prisma Taranto | 25-15, 19-25, 25-21, 25-23        |
| 22ª giornata - 2 marzo 2025 PalaMazzola, Taranto                  | Prisma Taranto     | 2 - 3 | Verona         | 21-25, 31-29, 27-25, 17-25, 12-15 |

## Statistiche

### Statistiche di squadra
| Competizione | Punti | In casa | In casa | In casa | In trasferta | In trasferta | In trasferta | Totale | Totale | Totale |
| Competizione | Punti | G       | V       | P       | G            | V            | P            | G      | V      | P      |
| ------------ | ----- | ------- | ------- | ------- | ------------ | ------------ | ------------ | ------ | ------ | ------ |
| Superlega    | 15    | 11      | 4       | 7       | 11           | 0            | 11           | 22     | 4      | 18     |
| Totale       | -     | 11      | 4       | 7       | 11           | 0            | 11           | 22     | 4      | 18     |

G = partite giocate; V = partite vinte; P = partite perse

### Statistiche dei giocatori
| Giocatore      | Superlega | Superlega | Superlega | Superlega | Superlega | Totale | Totale | Totale | Totale | Totale |
| Giocatore      | P         | PT        | AV        | MV        | BV        | P      | PT     | AV     | MV     | BV     |
| -------------- | --------- | --------- | --------- | --------- | --------- | ------ | ------ | ------ | ------ | ------ |
| A. Alletti     | 19        | 21        | 10        | 10        | 1         | 19     | 21     | 10     | 10     | 1      |
| R. Alonso      | 22        | 148       | 96        | 46        | 6         | 22     | 148    | 96     | 46     | 6      |
| C. Balestra    | 2         | 0         | 0         | 0         | 0         | 2      | 0      | 0      | 0      | 0      |
| W. D'Heer      | 21        | 156       | 81        | 55        | 20        | 21     | 156    | 81     | 55     | 20     |
| D. Fevereiro   | 3         | 1         | 0         | 1         | 0         | 3      | 1      | 0      | 1      | 0      |
| F. Gironi      | 20        | 281       | 245       | 24        | 12        | 20     | 281    | 245    | 24     | 12     |
| T. Held        | 22        | 214       | 180       | 14        | 20        | 22     | 214    | 180    | 14     | 20     |
| B. Hofer       | 21        | 198       | 170       | 9         | 19        | 21     | 198    | 170    | 9      | 19     |
| J. Hopt        | 5         | 9         | 8         | 0         | 1         | 5      | 9      | 8      | 0      | 1      |
| F. Lanza       | 21        | 251       | 215       | 12        | 24        | 21     | 251    | 215    | 12     | 24     |
| D. Luzzi       | 17        | 0         | 0         | 0         | 0         | 17     | 0      | 0      | 0      | 0      |
| L. Paglialunga | 8         | 1         | 1         | 0         | 0         | 8      | 1      | 1      | 0      | 0      |
| M. Rizzo       | 19        | 0         | 0         | 0         | 0         | 19     | 0      | 0      | 0      | 0      |
| A. Santangelo  | 8         | 28        | 28        | 0         | 0         | 8      | 28     | 28     | 0      | 0      |
| J. Zimmermann  | 22        | 33        | 10        | 13        | 10        | 22     | 33     | 10     | 13     | 10     |

P = presenze; PT = punti totali; AV = attacchi vincenti; MV = muri vincenti; BV = battute vincenti